# Маґлівський квідич

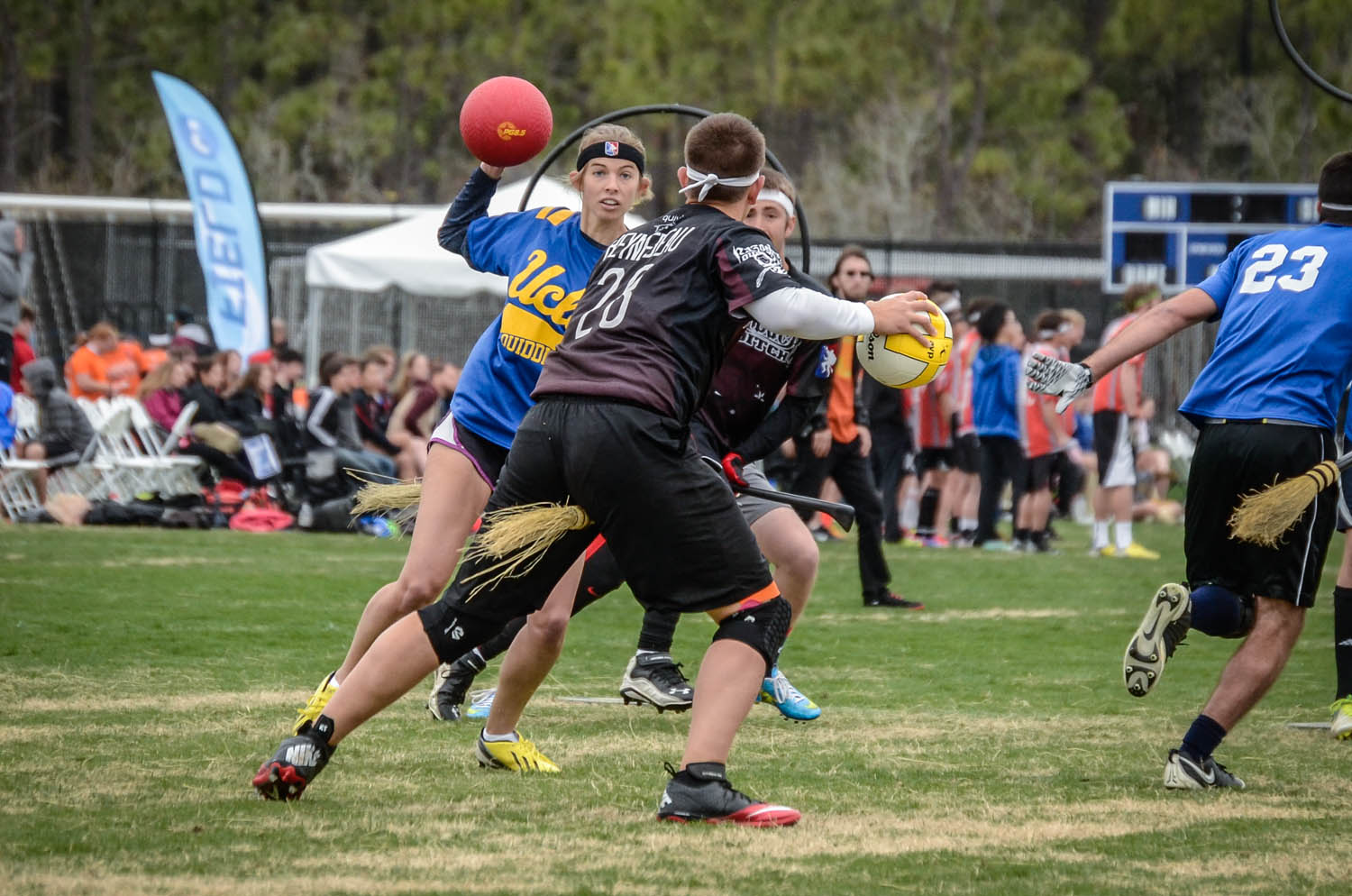
Гра в маглівський квідич

Маґлівський квідич (англ. muggle quidditch), також відомий як квадбол — це вид спорту, у якому беруть участь дві команди по сім гравців, кожен із яких сидить на мітлі, і грає на майданчику розміром з ковзанку. Квідич був натхненний вигаданою однойменною грою з циклу книг про Гаррі Поттера авторки Джоан Роулінг. Слово «маґлівський» означає, що в цій грі беруть участь люди без магічних здібностей, яких у світі Гаррі Поттера нащивають маґлами. Як вид спорту квадбол був створений у 2005 році в коледжі Міддлбері у Вермонті. У маґлівський квідич грають по всьому світу.
На відміну від квідичу, описаного у книгах, де поле овальне, «маґлівське» поле прямокутне 55 м на 33 м з 3 обручами різної висоти на кожному кінці. Мета гри — набрати якомога більше очок до того часу, коли буде спійманий снітч, тенісний м'яч у довгій шкарпетці, що звисає з шортів неупередженого офіційного представника, одягненого в жовтий колір. Правила цього виду спорту регулюються Міжнародною асоціацією квідичу (IQA), а події санкціонуються або IQA, або керівним органом країни, де проходять змагання.
Низка коледжів має команди з маґлівського квідичу, також існують команди по всій території США та Канади. Вища ліга квідичу — це найвищий рівень змагань у США та Канаді.

## Історія
Квідич походить від однойменного вигаданого виду спорту зі світу Гаррі Поттера. Для позначення різниці у вигаданому виді спорту використовується слово «Quidditch» з великої літери, тоді як у спорті за правилами IQA використовується слово «quidditch» з малої літери. У квітні 2017 року Оксфордський словник визнав «quidditch» як слово.
Квадбол був розроблений у 2005 році Ксандером Меншелом та Алексом Бенепе, двома студентами коледжу Міддлбері у Вермонті. З самого початку це був змішаний контактний вид спорту. У 2007 році нарешті відбулася перша гра проти збірної іншого коледжу. У той же час була заснована Міжвузівська асоціація квідичу, яка незабаром була перейменована на Міжнародну асоціацію квідичу (IQA), коли в Канаді була заснована перша команда з квідичу за межами США. З 2008 по 2014 рік IQA організовувала щорічний Кубок світу з квідичу в США, турнір, на який запрошувалися команди з усього світу. Якщо на першому Кубку світу змагалися лише дванадцять команд (одинадцять з США, одна з Канади), то на IV Кубку світу в Нью-Йорку в 2011 році перед 10 000 глядачів грали 96 команд з США, Канади та Фінляндії.